# Sulfobenzoesäuren
| keine Einstufung verfügbar |

| keine Einstufung verfügbar |

| keine Einstufung verfügbar |

Die Sulfobenzoesäuren (oder auch Sulfobenzoate) bilden in der Chemie eine Stoffgruppe, die sich sowohl von der Benzoesäure als auch von der Benzolsulfonsäure ableitet. Die Struktur besteht aus einem Benzolring mit angefügter Carboxy- (–COOH) und Sulfonsäuregruppe (–SO3H) als Substituenten. Durch deren unterschiedliche Anordnung (ortho, meta oder para) ergeben sich drei Konstitutionsisomere mit der Summenformel C7H6O5S.

## Geschichte
Eine erste Beschreibung der 4-Sulfobenzoesäure erfolgte schon 1834 durch den deutschen Chemiker Eilhard Mitscherlich.

## Eigenschaften
Aufgrund der räumlichen Anordnung der 2-Sulfobenzoesäure kann es bei ihr zum Ringschluss zwischen den beiden funktionellen Gruppen kommen. Die entstehende Verbindung (ihr fehlt ein H2O) wird als 2-Sulfobenzoesäureanhydrid mit der Summenformel C7H4O4S bezeichnet.

## Derivate
Sulfobenzoesäuren bilden den Ausgangspunkt für verschiedene Salze, Ester, Amide sowie chlorierte und andere Derivate. Dazu zählt auch das Saccharin C7H5NO3S, das als 2-Sulfobenzoesäure-imid aufgefasst werden kann, sowie dessen Derivate. Ein weiteres Derivat ist z. B. die 5-Sulfosalicylsäure (2-Hydroxy-5-sulfobenzoesäure) C7H6O6S. 
Weitere Derivate sind:
- 2-Sulfobenzoesäure-Dichlorid C7H4Cl2O3S, CAS-Nummer: 34684-21-4
- 3-Sulfobenzoesäure-Dichlorid C7H4Cl2O3S, CAS-Nummer: 4052-92-0
- 4-Sulfobenzoesäure-Dichlorid C7H4Cl2O3S, CAS-Nummer: 7516-60-1